# Pierre Bodard
Pierre Bodard (Bordeaux, 15 aprile 1881 – Parigi, 18 giugno 1937) è stato un pittore francese.

## Biografia
Pierre Bodard iniziò i suoi studi d'arte presso la Scuola di Belle Arti di Bordeaux con François Quinsac e li proseguì a Parigi iscrivendosi all'École des Beaux-Arts sotto la guida di Gabriel Ferrier. Nel 1909, vinse il Prix de Rome per il suo quadro "Cerere salva la vita a un bambino"

Si recò quindi a Roma, presso l'Accademia di Francia, dove fu allievo di Carolus-Duran e poi di Albert Besnard. L'occasione di questo soggiorno romano gli permise di viaggiare spesso nei Paesi mediterranei, visitando l'Algeria, la Tunisia, la Sardegna e la Sicilia, la Grecia, la Spagna e la Turchia, e in ogni luogo che visitava dipinse o realizzò schizzi e bozzetti.
Nel 1915 fu arruolato e assegnato alla Martinica, dove si sposò a Fort-de-France con una giovane delle Antille. Ritornò in patria nel 1920, e si stabilì a Parigi, ma restò sentimentalmente legato alle Antille per tutta la vita. Prese dimora nel quartiere di Montparnasse vicino all'atelier del pittore Antoine Bourdelle.
Bodard fu membro e segretario della "Società degli artisti francesi", ed espose regolarmente al Salon di Parigi dal 1908 al 1932. Nel 1912 fu gratificato da una medaglia d'onore e nel 1932 presentò, a conclusione delle sue partecipazioni al Salon, una grande composizione
nello stile degli anni '30: "Les Arums".
Oltre ai quadri ispirati alla sua permanenza nelle Antille, particolarmente ricchi e originali, egli realizzò altresì delle pitture sui Paesi Baschi e su alcune regioni della Francia.
 
Dopo diversi anni in cui si era dedicato alla pittura storica e a quella di genere, Bodard passò gradualmente alla pittura orientalista e a quella della marina, così come alla ritrattistica. L'efficacia delle sue tele marinare gli valse nel 1921 la nomina a Peintre de la Marine.
Pierre Bodard intrattenne rapporti amichevoli e professionali con molte persone, fra le quali Jean Dupas, Louis Billotey, René Buthaud, François-Maurice Roganeau, Jean Despujols, Camille e Marius de Buzon, Jean-Gabriel Domergue, Hubert-Denis Etcheverry, Nadia e Lili Boulanger, Lucienne Heuvelmans, Raoul Serres, etc. Ciò aumentò la sua reputazione e la diffusione delle sue opere.

La morte lo colse prematuramente a Parigi, all'età di 56 anni.

## Principali riconoscimenti e onorificenze

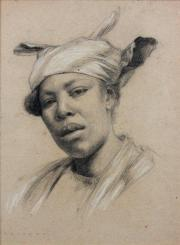
Donna delle Antille

- 1903 : Grand Prix de l'École des beaux-arts de Bordeaux,
- 1909 : Prix de Rome,
- 1912 : Medaglia d'onore al Salon di Parigi,
- 1921 - 1936 : Peintre de la Marine,
- 1922 : Diploma d'onore all'"Esposizione Coloniale" di Marsiglia,
- 1926 : Ufficiale di Accademia, Sezione Belle Arti,
- 1931 : Dichiarato Fuori Concorso all'"Esposizione Coloniale Internazionale" del 1931 di Parigi,
- 1933 : Ordine delle Palme accademiche (Ufficiale della pubblica istruzione).

## Opere conservate nei musei e in luoghi pubblici
- Museo della Marina, (Parigi): "Ritratto dell'Ammiraglio Grasset" e "Il "Volubilis" in bacino di carenaggio",
- Museo del "Conservatorio nazionale superiore di musica e danza" : "Ritratto di Paul Paray",
- Museo di belle arti di Chartres : "La notte alle Antille",
- Museo della Vecchia Tolosa : "Ritratto di Jules Mazellier",
- Museo degli anni '30 : "Paesaggio della Martinica", "Sotto il cattivo tempo", "Grande serata all'Apollo" (manifesto),
- Accademia di Francia a Roma (Villa Medici) : quattro ritratti di pensionanti dell'Accademia, fra cui Jules Mazellier e Camille Crenier,
- Municipio di Saint-Barthélemy (Landes), 6 oli su tela e 1 sovracolore: "La Tuilerie a Biaudos", "Manò davanti alla Tuilerie", "Il portico della chiesa di La Bastide-Clairence", "Sotto gli archi di Labastide", (grande trittico che rappresenta la piazza di Labastide), "Il Canal Grande di Venezia", "Veduta di Saint Barthélemy",
- Museo-biblioteca dell'École des beaux-arts di Parigi : "Cerere salva la vita a un bambino".

## Galleria d'immagini

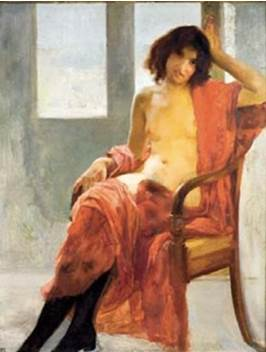
Ritratto di donna
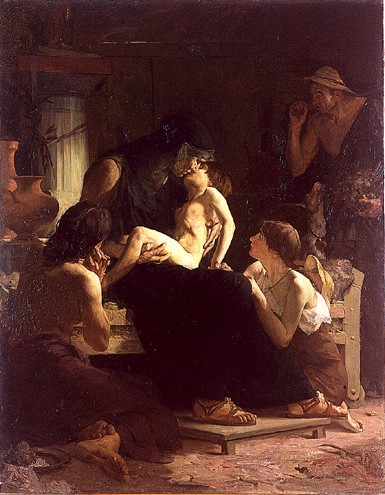
Cerere salva la vita a un bambino
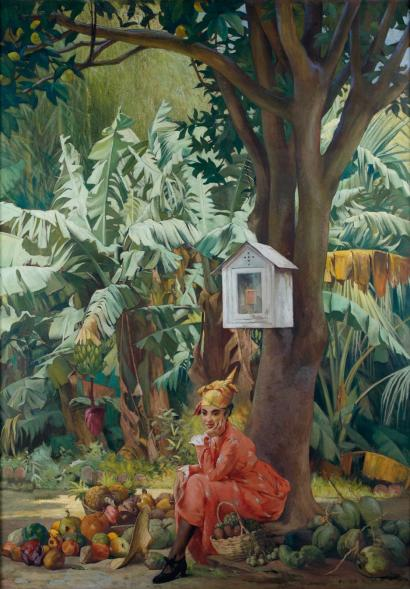
Flora
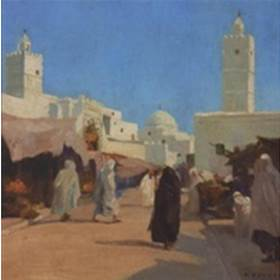
Minareti
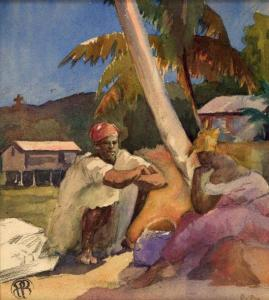
Il riposo